# ريتش وليامز
ريتش وليامز (بالإنجليزية: Rich Williams)‏ هو موسيقي أمريكي، ولد في 1 فبراير 1950 في توبيكا في الولايات المتحدة.

## وصلات خارجية
- ريتش وليامز على موقع IMDb (الإنجليزية)
- ريتش وليامز على موقع ميوزك برينز (الإنجليزية)
- ريتش وليامز على موقع أول ميوزيك (الإنجليزية)
- ريتش وليامز على موقع ديسكوغز (الإنجليزية)
- ريتش وليامز على موقع قاعدة بيانات الفيلم (الإنجليزية)